# Jean Voulté
Jean Voulté (Vandy, 1505 – Chambéry, 1542) è stato un poeta francese.

## Biografia
Jean Voulté, chiamato anche latinamente Johannes Vulteius, o Jean Visagier e anche con il soprannome di Faciot, studiò nel collegio parigino di Sainte-Barbe e poi fu professore di umanità a Lione e a Tolosa. Amico di Étienne Dolet, appartenne con Nicolas Bourbon, Eustorge de Beaulieu e Gilbert Ducher al circolo poetico lionese. 
Scrisse le sue poesie unicamente in latino e fu anche autore di epigrammi. Morì assassinato nel 1542 da un farmacista con il quale aveva avuto una lite. 

## Scritti
- Epigrammatum libri IIII. Ejusdem Xenia, 1537
- Rhemensis hendecasyllaborum libri quatuor. Ad poetas Gallicos libri duo. Ad Franciscum Boherum Episc. Macloviensem item libri duo, 1538
- Rhemi inscriptionum libri duo. Ad Aegidium Boherum Archid. Rhem. & Aven. Ad Barpt. Castellanum Nicæum Xeniorum libellus, 1538